# Neville Marriner
Neville Marriner (Lincoln, Inglaterra, 15 de abril de 1924-Londres, 2 de octubre de 2016) fue un violinista y director de orquesta británico.

## Biografía
Estudió en el Royal College of Music y en el Conservatorio de París. Después de ejercer como docente durante la temporada de 1947-1948 en el Eton College, Marriner llegó a ser profesor titular en la Royal Academy of Music a partir de 1949, alternando dicha labor con su pertenencia al Martin String Quartet. También colaboró con el clavecinista y musicólogo Thurston Dart. Colaboró con la Philharmonia Orchestra en alguna ocasión especial, como en 1952 para tocar las sinfonías de Brahms bajo la dirección de Toscanini. En 1956 se convirtió en principal de los segundos violines en la London Symphony, en la que permaneció hasta 1968, y tocó bajo los principales directores del momento: Furtwängler, Stokowski, Krips, Cantelli o Monteux, que sería también su maestro. 
Después de haber formado con Thurston Dart el Jacobean Ensemble, conjunto especializado en la música de los siglos XVII y XVIII, se trasladó brevemente a Hancock (Maine), en los Estados Unidos, para formarse en dirección de orquesta con Pierre Monteux.
A partir de 1958 comenzó a juntar en su casa de Kensington a doce compañeros de la London Symphony. Del placer de hacer música juntos surgió la famosa orquesta de cámara Academy of Saint Martin in the Fields, inicialmente sin director, que tomó su nombre de la iglesia anglicana londinense situada en una de las esquinas de Trafalgar Square donde dio su primer concierto en 1959. Marriner fundó la Academy of St Martin in the Fields, con el propósito, revolucionario en su época, de recuperar los repertorios, muy poco explorados por entonces, del clasicismo y el barroco a partir de criterios que pretendían aproximarse a las músicas de aquellos periodos desde el rigor musicológico e interpretativo. Su apuesta se reveló visionaria.
Con la ASMF inició a mediados de los sesenta una importante carrera fonográfica en el sello Argo (Decca) y después en Philips y EMI. Desde Corelli hasta Tippett, pasando por los conciertos de Handel, las sonatas de Rossini o composiciones de Bartók, Schönberg o Stravinski, su impresionante legado incluye algunas rarezas inolvidables, como su grabación de la Tercera sinfonía de Ives en 1976.
Marriner fundó también la Orquesta de Cámara de Los Ángeles. Dirigió la Orquesta de Minnesota de 1979 a 1986 y la Orquesta Sinfónica de la Radio de Stuttgart de 1986 a 1989. También tuvo un vínculo duradero fue con la Orquesta de Cadaqués, de la que era desde 1992 Principal Director Invitado.
Marriner fue honrado dos veces por sus servicios a la música; en 1979 se le concedió el título de Comendador de la Orden del Imperio Británico y en 1985 se le concedió el título honorífico de caballero. Asimismo, en 1995, recibió el título de la Orden de las Artes y las Letras por parte del Ministerio de la Cultura de Francia por su contribución y compromiso con la cultura francesa.
Dirigió un amplio repertorio, pero es particularmente famoso como intérprete de música barroca. En 1984 supervisó la banda sonora de la película Amadeus, de Milos Forman, con una selección personal de composiciones de Mozart.
Neville Marriner ha sido una de las figuras más importantes del siglo XX a la hora de revitalizar la música barroca y la del temprano clasicismo por medio de sus interpretaciones al frente de la Academy. Sus lecturas siempre han estado caracterizadas por el brío, el fraseo elegante y una gran calidad técnica. Su técnica de dirección sobre el podio tendía a la economía de gestos y a los matices puramente expresivos. Uno de los aspectos más destacados de su modo de dirección es la maravillosa claridad que sabía obtener de los distintos planos orquestales, permitiendo que el oyente escuche todas y cada una de las notas escritas en la partitura. Dialogante y ameno, Marriner siempre entendió la dirección orquestal como un acto solidario y compartido con los profesores-colegas de su orquesta. Su inmenso repertorio ha abarcado la música de compositores como Bach hasta las más modernas piezas del siglo XX. Con el tiempo, la Academy fue ampliando efectivos según sus necesidades y pasó a ser capaz de tocar obras del sinfonismo romántico que requieren un número mayor de instrumentistas.
Marriner además se destacó como un solvente director de ópera y de música coral, colaborando especialmente con la Ópera de Lyon. Su extensa labor discográfica tiene como denominador común una gran calidad tanto técnica como artística.
Dejó el testigo de la ASMF en 2011 a otro violinista, Joshua Bell, que como él había iniciado el salto desde el instrumento al podio. 
Fue el padre del clarinetista Andrew Marriner, primer clarinete de la Orquesta Sinfónica de Londres. Marriner falleció el 2 de octubre de 2016, a la edad de 92 años.

## Discografía parcial
Grabó más de 600 discos con unas 2.000 composiciones diferentes entre los que se pueden destacar: 
- Amadeus (film) (banda sonora) - Grammy Award 1985
- Bach, Arte de la fuga/Offerta music. - Marriner/ASMF, 1974/1978 Philips
- Bach, Conc. brand. n. 1-6/Conc. fl. - Britten/ECO/Marriner/ASMF, Decca
- Bach, J.S: Mass in B Minor - Margaret Marshall/Dame Janet Baker/Robert Tear/Samuel Ramey/Academy of St. Martin in the Fields Chorus/Academy of St. Martin In the Fields/Sir Neville Marriner, 1978 Philips
- Bach, J.S.: Violin Concertos, Concerto for 2 Violins & Air from Suite n.º 3 - Academy of St. Martin In the Fields/Henryk Szeryng/Sir Neville Marriner, 1976 Philips
- Bach & Handel: Solo Cantatas & Vocal Works - Dame Janet Baker/Sir Neville Marriner, 2001 EMI
- Bach, J.C.: 6 Sinfonías Op. 3/6, Piano Concertos Op. 13 - Academy of St. Martin In the Fields/Eduard Melkus/Ingrid Haebler/Sir Neville Marriner/Wien Capella Academica, 1997 Philips
- Bartok, Prokófiev, Shostakovich, Stravinsky & others: 20th Century Orchestral Classics - Academy of St. Martin In the Fields/Sir Neville Marriner, 2011 Decca
- Beethoven: Symphony No.7, Wellington's Victory - Academy of St. Martin In the Fields/Sir Neville Marriner, 1990 Philips
- Beethoven, Violin Concerto - Gidon Kremer/Academy of St. Martin In the Fields/Sir Neville Marriner, 1983 Philips
- Bizet, Symphony In C & L'Arlésienne Suites - Academy of St. Martin In the Fields/Sir Neville Marriner, 2005 EMI
- Boyce, Symphonies Nos. 1-8 - Academy of St. Martin In the Fields/Sir Neville Marriner, 1978 Decca
- Brahms: Concierto para violín op. 77; Stravinski: Concierto para violín - Hilary Hahn/Academy of St. Martin in the Fields/Sir Neville Marriner, 2001 (Sony SK 89649) - (Grammy) 2002
- Chopin, Conc. p. n. 1-2 - Davidovich/Marriner/LSO, Philips
- Corelli, Conc. grossi op. 6 n. 1-12 - Marriner/ASMF, Decca
- Dvorák, Grieg & Chaikovski: String Serenades - Academy of St. Martin In the Fields/Sir Neville Marriner, 1970 Decca
- The World of Elgar - Academy of St. Martin In the Fields/English Chamber Orchestra/London Symphony Orchestra/Sir Neville Marriner, 1990 Decca
- Fauré, Requiem/Pelléas/Pavane/Fantasia op. 79 - Marriner/McNair/Allen/ASMF, 1981/1993 Decca
- Giuliani, Complete Guitar Concertos - Academy of St. Martin In the Fields/Pepe Romero/Sir Neville Marriner, 1996 Philips
- Grieg, Peer Gynt - Marriner/Academy of St. Martin In the Fields/Lucia Popp/Sir Neville Marriner/The Ambrosian Singers, 1983 EMI
- Handel, Mesías - Marriner/Ameling/Langridge, Decca
- Handel, Mesías - Marriner/McNair/Otter/Chance, 2002 Philips
- Handel, Music for the Royal Fireworks & Water Music - Academy of St. Martin In the Fields/Sir Neville Marriner, 1972 Decca
- Handel, Coronation Anthems - Joan Rodgers/Catherine Denly/Anthony Rolfe Johnson/Robert Dean/Academy of St. Martin in the Fields Chorus/Academy of St. Martin in the Fields Chamber Ensemble/Sir Neville Marriner/Academy of St. Martin In the Fields/Alastair Ross, 1985 Philips
- Handel, Concerti Grossi Op. 3 & Op. 6 - Academy of St. Martin In the Fields/Sir Neville Marriner, 1968 Decca
- Haydn, Conc. vlc. n. 1-2/Conc. vl. n. 1 - Schiff/Zukerman/Marriner/ASMF/LAPO, 1987 Decca
- Haydn, Die Schopfung - Marriner/Mathis/Fischer-Dieskau/ASMF, 1980 Philips - Grammy Award for Best Choral Performance 1982
- Haydn, The Paris Symphonies - Academy of St. Martin In the Fields/Sir Neville Marriner, 1993 Philips
- Haydn, Die Jahreszeiten - Academy of St. Martin In the Fields/Dietrich Fischer-Dieskau/Sir Neville Marriner, 1981 Philips
- Haydn, Masses - Rundfunkchor Leipzig/Sir Neville Marriner/Staatskapelle Dresden, 1995 EMI
- Haydn & Vivaldi: Cello Concertos - Academy of St. Martin In the Fields/English Chamber Orchestra/Lynn Harrell/Pinchas Zukerman/Sir Neville Marriner, 1992 EMI
- V. Herbert, Cello Concertos - Lynn Harrell, Academy of St. Martin In the Fields/Sir Neville Marriner, 1988 Decca
- Hummel & Weber: Conciertos para oboe - Klaus Thunemann/Academy of St. Martin In the Fields/Sir Neville Marriner, 1991 Philips
- Mendelssohn, A Midsummer Night's Dream - Philharmonia Orchestra/Sir Neville Marriner, 1983 Philips
- Mendelssohn, Concertos for Piano and Orchestra n.º 1 & 2 - Academy of St. Martin In the Fields/Murray Perahia/Sir Neville Marriner, 1975/1984 CBS
- Mendelssohn, Violin Concertos - Viktoria Mullova/Academy of St. Martin In the Fields/Sir Neville Marriner, 1991 Philips
- Mendelssohn, Symphonies Nos. 3 "Scottish" & 4 "Italian" - Academy of St. Martin In the Fields/Sir Neville Marriner, 1994 Philips
- Mendelssohn: Octet - Boccherini: Cello Quintet - Academy of St. Martin In the Fields/Sir Neville Marriner, 1968 Decca
- Mozart, Conc. p. n. 9, 15, 22, 25, 27 . Brendel/Marriner/ASMF, 1974/1981 Philips
- Mozart, Conc. p. n. 19-21, 23, 24 - Brendel/Marriner/ASMF, Philips
- The Complete Mozart Edition: The Piano Concertos, Vol. 1 - Academy of St. Martin In the Fields/Alfred Brendel/Ingrid Haebler/Sir Neville Marriner/Wien Capella Academica, 2005 Decca
- The Complete Mozart Edition: The Piano Concertos, Vol. 2 - Academy of St. Martin In the Fields/Alfred Brendel/Sir Neville Marriner, 2005 Decca
- The Complete Mozart Edition: The Piano Concertos, Vol. 3 - Academy of St. Martin In the Fields/Alfred Brendel/Sir Neville Marriner, 2005 Decca
- Mozart, Flauta mágica - Marriner/Te Kanawa/Araiza, 1989 Decca
- Mozart, Don Giovanni - Academy of St. Martin In the Fields/Francisco Araiza/Robert Lloyd/Sharon Sweet/Sir Neville Marriner/Sir Thomas Allen, 1991 Philips
- Mozart, Le Nozze Di Figaro - Academy of St. Martin In the Fields/Agnes Baltsa/Barbara Hendricks/José Van Dam/Lucia Popp/Ruggero Raimondi/Sir Neville Marriner, 1986 Decca
- Mozart, Così fan tutte - Karita Mattila/Academy of St. Martin In the Fields/Sir Neville Marriner, 1990 Decca
- Complete Mozart Edition: Middle Italian Operas "Il Rè Pastore" - Angela Maria Blasi/Jerry Hadley/Sir Neville Marriner, 1991 Philips
- The Complete Mozart Edition: Arias, Vocal Ensembles, Canons, Lieder, Notturni - Vol. 3 - Academy of St. Martin In the Fields/Bryn Terfel/Sir Neville Marriner, 2005 Decca
- The Complete Mozart Edition: Litanies, Vespers, Oratorios, Cantatas, Masonic Music - Die Schuldigkeit des ersten Gebotes - Davidde Penitente - Hans Peter Blochwitz/Margaret Marshall/Sir Neville Marriner, 2005 Decca
- Mozart, Messe K. 317/Litanie/Exultate - Marriner/ASMF/Cotrubas/Watts, Decca
- Mozart, Mass in C Minor "Great" & Ave Verum Corpus - Academy of St. Martin In the Fields/Sir Neville Marriner/Te Kanawa/von Otter, 1994 Philips
- Mozart, Requiem/Messa K. 317/Exsultate - Marriner/Cotrubas/Watts/Tear, Decca
- Mozart, Requiem/Ave Verum - Marriner/McNair/Lloyd/Araiza, 1989 Decca
- Mozart, Serenatas famosas - Marriner/ASMF, 1981/1986 Philips
- Mozart, Symphony Nos. 38 "Prague" & 39 - Academy of St. Martin In the Fields/Sir Neville Marriner, 1986 EMI
- Mozart, The Last Five Symphonies - Academy of St. Martin In the Fields/Sir Neville Marriner, 1993 Philips
- The Complete Mozart Edition: The Symphonies, Vol. 1 - Academy of St. Martin In the Fields/Sir Neville Marriner, 2005 Decca
- The Complete Mozart Edition: The Symphonies, Vol. 2 - Academy of St. Martin In the Fields/Sir Neville Marriner, 2005 Decca
- The Complete Mozart Edition: The Symphonies, Vol. 3 - Academy of St. Martin In the Fields/Sir Neville Marriner, 2005 Decca
- Complete Mozart Edition - The Symphonies, Vol. 4 - Academy of St. Martin In the Fields/Sir Neville Marriner, 2005 Decca
- The Complete Mozart Edition: The Divertimenti for Orchestra, Vol. 1 - Academy of St. Martin In the Fields/Sir Neville Marriner, 2005 Decca
- The Complete Mozart Edition: The Divertimenti for Orchestra, Vol. 2 - Academy of St. Martin In the Fields/Sir Neville Marriner, 2005 Decca
- Complete Mozart Edition: The Serenades for Orchestra, Vol. 1 - Academy of St. Martin In the Fields/Sir Neville Marriner, 2005 Decca
- The Complete Mozart Edition: The Serenades for Orchestra, Vol. 2 - Academy of St. Martin In the Fields/Sir Neville Marriner, 2005 Decca
- Complete Mozart Edition: The Serenades for Orchestra, Vol. 3 (Complete Mozart Edition) - Academy of St. Martin In the Fields/Sir Neville Marriner, 2005 Decca
- Mozart, Opera Overtures - Academy of St. Martin In the Fields/Sir Neville Marriner, 1982 EMI
- The Complete Mozart Edition: The Wind Concertos, Vol. 1 - Academy of St. Martin In the Fields/Sir Neville Marriner, 2005 Decca
- Complete Mozart Edition: The Wind Concertos, Vol. 2 - Academy of St. Martin In the Fields/Sir Neville Marriner, 2005 Decca
- Mozart, Horn Concertos & Oboe Concerto - Academy of St. Martin In the Fields/Alan Civil/Neil Black/Sir Neville Marriner, 2001 Philips
- Mozart, Clarinet & Bassoon Concertos - Academy of St. Martin In the Fields/Karl Leister/Klaus Thunemann/Sir Neville Marriner/Stephen Orton, 1989 Philips
- Mozart, 2 Flute Concertos; Concerto for Flute & Harp - James Galway/Academy of St. Martin In the Fields/Sir Neville Marriner, 1990 RCA/BMG
- Mozart: Violin Concerto n.º 1, Sinfonia Concertante K. 364 - Academy of St. Martin In the Fields/Anne-Sophie Mutter/Bruno Giuranna/Sir Neville Marriner, 1991 EMI
- The Complete Mozart Edition: Theatre & Ballet Music Vol. 2 Rarities and Surprises - Berliner Rundfunkchor/Netherlands Chamber Orchestra/Sir Neville Marriner, 2005 Decca
- Mozart, Stamitz & Mercadente: Flute Concertos - Academy of St. Martin In the Fields/Irena Grafenauer/Sir Neville Marriner, 1990 Philips
- Mozart Meets Marriner - Sir Neville Marriner, 2006 Philips
- Offenbach, Gaité parisienne/Ouv. Orfeo/Belle Hélène/Perichole/Vie Parisienne - Previn/Pittsburgh/Marriner/PhO, 1981 Decca
- Prokófiev, Favourite Orchestral Suites - London Symphony Orchestra/Sir Neville Marriner, 1994 Philips
- Respighi, Ancient Aires & Dances - Sir Neville Marriner/The Los Angeles Chamber Orchestra, 1986 Angel/EMI
- Rodrigo, Aranjuez/Fantasia gentilhombre - Romero/Marriner/ASMF, 1992 Philips
- Rodrigo, Conc. per chit. e arpa - Romero/Michel/Marriner, 1974/1983 Philips
- Rodrigo, Complete Concertos for Guitar & Harp - Academy of St. Martin In the Fields/Antonio de Almeida/Orchestre national de l'Opéra de Monte-Carlo/Sir Neville Marriner/The Romeros, 1998 Philips
- Rossini, Barbero de Sevilla - Marriner/Allen/Baltsa/Araiza, 1982 Decca
- Rossini, La Cenerentola - Academy of St. Martin In the Fields/Agnes Baltsa/Francisco Araiza/Sir Neville Marriner, 1988 Decca
- Rossini, Il Turco in Italia - Academy of St. Martin In the Fields/Simone Alaimo/Sir Neville Marriner/Sumi Jo, 1992 Philips
- Rossini, Petite Messe Solenelle - Messa di Milano - Nuccia Focile/Susanne Mentzer/Raúl Gimenez/Ian Bostridge/Simone Alaimo/Academy of St. Martin in the Fields Chorus/Academy of St. Martin In the Fields/Sir Neville Marriner, 1995 Philips
- Rossini, Messa di Gloria - Sumi Jo/Ann Murray/Francisco Araiza/Raúl Gimenez/Samuel Ramey/Academy of St. Martin in the Fields Chorus/Academy of St. Martin In the Fields/Sir Neville Marriner, 1992 Philips
- Rossini, Ouvertures complete - Marriner/ASMF, 1974/1979 Decca
- Rossini, 6 String Sonatas - Academy of St. Martin In the Fields/Sir Neville Marriner, 1995 Decca
- Schubert, The Ten Symphonies - Academy of St. Martin In the Fields/Sir Neville Marriner, 2002 Decca
- Sibelius: Karelia Suite & Swan of Tuonela - Grieg: Holberg Suite - Academy of St. Martin In the Fields/Sir Neville Marriner, 1985 Philips
- Sullivan, Overtures - Academy of St. Martin In the Fields/Sir Neville Marriner, 1993 Decca
- Suppé, Overtures - Sir Neville Marriner/Academy of St. Martin In the Fields, 1990 EMI
- Telemann, Förster, Weber: Horn Concertos - Barry Tuckwell/Sir Neville Marriner, 1996 EMI
- Chaikovski: The String Quartets, Souvenir de Florence - Gabrieli String Quartet/Academy of St. Martin In the Fields/Sir Neville Marriner, 1997 Decca
- Chaikovski - Sibelius: Violin Concertos - Leila Josefowicz/Academy of St. Martin In the Fields/Sir Neville Marriner, 1995 Philips
- Vaughan Williams, Sinf. n. 5/Greensleeves/Tallis theme/Lark ascending - Marriner/ASMF/Norrington/LPO, 1971 Decca
- Verdi, Oberturas - Marriner/Ramey/Guleghina/Neill, 1996 Decca
- Villa-Lobos, Concertos & Instrumental Works - Academy of St. Martin In the Fields/Cristina Ortiz/Sir Neville Marriner, 1998 EMI
- Vivaldi, Conc. vl. op. 3 Estro armonico - Marriner/ASMF, Decca
- Vivaldi, Conc. vl. op. 4 La stravaganza - Marriner/ASMF, Decca
- Vivaldi, Essential - Marriner/Münchinger/Malcolm, Decca
- Vivaldi, Quattro stagioni - Loveday/Marriner/ASMF, Argo/Decca
- Vivaldi: Gloria - Bach: Magnificat - Sir Neville Marriner/Academy of St. Martin In the Fields, 2005 EMI
- American Favourites & Rarities, Barber/Ives/Copland/Cowell/Creston - Marriner/ASMF, 1975 Decca
- Baroque Trumpet Concertos - Academy of St. Martin In the Fields/John Wilbraham/Sir Neville Marriner, 1969 Argo/Decca
- Sir Neville Marriner: A Celebration - Academy of St. Martin In the Fields/Sir Neville Marriner, 2004 Decca